# Mlynár (Vysoké Tatry)
Mlynár je horský štít ve Vysokých Tatrách na Slovensku.
Nachází se nad Vyšný Bielovodským Žabím plesem, mezi Žabiou Bielovodskou dolinou a Bielovodskou dolinou.